# Ascendino Theodoro Nogueira
Ascendino Theodoro Nogueira, também conhecido como A. Theodoro Nogueira ou Teodoro Nogueira (Santa Rita do Passa Quatro, 9 de outubro de 1913 — São Paulo, 4 de outubro de 2002) foi um compositor, brasileiro. Suas pesquisas e composições para viola brasileira inseriram o instrumento no meio da música clássica brasileira, sendo o primeiro compositor a escrever peças em notação musical moderna (partitura) para o instrumento. Foi também o primeiro compositor brasileiro a escrever uma missa cantada inteiramente em português.

## Vida e obra
Ascendino Theodoro Nogueira nasceu no dia 9 de outubro de 1913, na Fazenda Santa Cecília, no município de Santa Rita do Passa Quatro, no interior de São Paulo, filho de José Theodoro Nogueira e Vitalina Marques Figueiredo.
Inciou seus estudos musicais aos 7 anos de idade, tendo aulas de violino com João Belon, regente da banda de Santa Rita de Passa Quatro.
Por motivos econômicos, sua família se mudou para Araraquara, onde Theodoro Nogueira teve aulas de solfejo e violino com José Tescari. Em seguida, teve aulas de violino com Torquato Amore. Apresentava-se na cidade como violinista em recitais públicos.
Sua trajetória inicial em composição foi totalmente autodidata. A primeira apresentação pública de peças de sua autoria se deu em dezembro de 1939, em Araraquara, com obras para coro e orquestra.
Indicado por Sousa Lima, que regera obras de sua autoria, prosseguiu seus estudos de composição com Camargo Guarnieri, que o influenciou para o estudo do folclore musical. Foi também aluno regular do Instituto Musical de São Paulo, onde diplomou-se.
Também por indicação de Sousa Lima, começou a trabalhar na Rádio Gazeta (onde aposentou-se).
Foi crítico musical dos periódicos A Gazeta e Folha da Tarde, de São Paulo.
Durante sua carreira recebeu diversos prêmios, como o prêmio APCA de melhor compositor de música sinfônica em 1970. Em 1953, seu Quarteto de Cordas nº 1 foi premiado no Concurso Internacional de Liège.
Foi membro da Sociedade Brasileira de Música Contemporânea e da Academia Santarritense de Letras.

## Estilo composicional
Por influencia de Camargo Guarnieri, Theodoro Nogueira desenvolveu suas obras a partir de uma inspiração nacionalista, muito ligada ao folclore rural paulista. Seu processo composicional partia da fala e da palavra, da qual extraía as qualidades musicais. O compositor via uma relação íntima no modo de falar do caipira com a viola caipira, o que inspirou suas obras e estudos a partir do instrumento.
Foi o primeiro compositor a incorporar a viola caipira à música de concerto, com obras solo, transcrições (destaca-se a transcrição de obras de J. S. Bach) e, principalmente, seu Concertino para viola brasileira e orquestra de câmara, de 1962.

## Obras
- Ipês em flor, 1939, para canto e piano
- Simplicidade, 1941, para violino e piano
- Valsa choro nº 4, 1943, para piano
- Quarteto de cordas nº 2, 1951
- Concertino para canto e piano, 1958
- Improvisos (1 a 12), 1958-1959, para violão
- Concertino para viola brasileira e orquestra de câmara, 1962
- Competições atléticas, 1963
- Cenas infantis, 1965, para piano
- Boneca esquecida, 1966, para canto e piano
- Trova, 1969, para canto e piano
- Concertino para flauta, 1971
- Sertaneja nº 7, 1972, para clarinete
- A música da fala (Sinfonia nº 5), 1981, para orquestra
- Seis valsas populares, 1983, para violino e piano